# 아일랜드계 왕국 목록
본 문서는 중세 초기부터 1169년-72년 노르만인의 침공 때까지 에린(아일랜드섬)에 존재한 게일계 왕국들을 나열하는 목록이다.
오랜 세월 동안 에린은 셀 수 없이 많은 씨족 단위의 영토 내지 소왕국들(투어허라고 한다)로 나뉘어 있었다. 이들 투어허는 자원 획득을 위해 항쟁하면서 성장과 쇠퇴를 반복했다. 그리고 이 투어허들을 제후국으로 부리는 5대 왕국(북쪽의 울라, 서쪽의 코나크타, 남동쪽의 라긴, 남쪽의 무운, 중앙의 미데)이 있었다. 5대 왕국 위에 명목상의 에린 전체의 지배자인 지고왕이 존재했으나 점차 유명무실해져 노르만인이 침공해온 12세기에 단절되었다.
노르만인의 침공 이후 아일랜드섬의 대부분은 아일랜드 영지에 귀속되었으나 일부 지역은 게일계 왕조의 지배를 유지했다. 1350년 노르만인의 지배가 약화되기 시작하자 "게일의 재기"가 일어났고 1500년이 되면 아일랜드 의회의 영향력이 유지되는 곳은 안 팔 지역(더블린 일대)만 남게 되었다. 1541년 잉글랜드의 헨리 8세가 아일랜드 왕국을 건국과 자신이 그 국왕임을 선포하고 아일랜드 정복을 개시했다. 잉글랜드는 멜리폰트 조약의 준수를 거부했고 그 결과 백작들의 도피가 발생, 게일계 군주들이 아일랜드섬을 지배하던 시대는 완전히 끝나게 되었다.

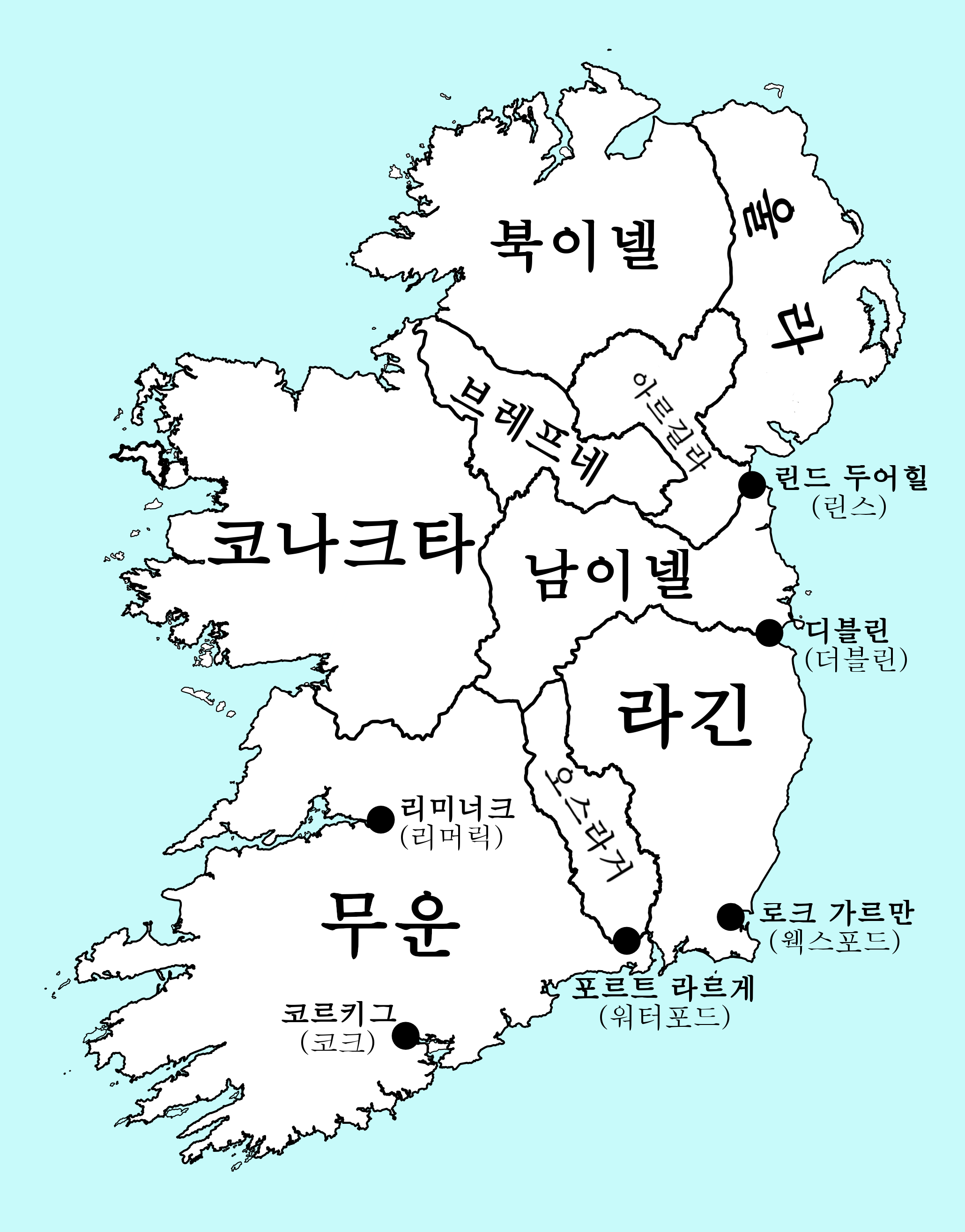
900년경의 에린
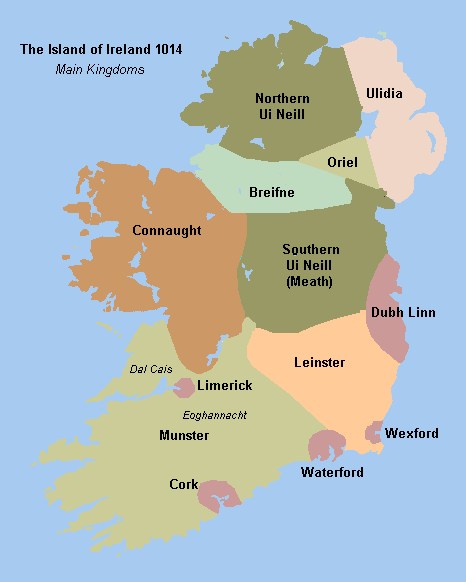
1014년경의 에린
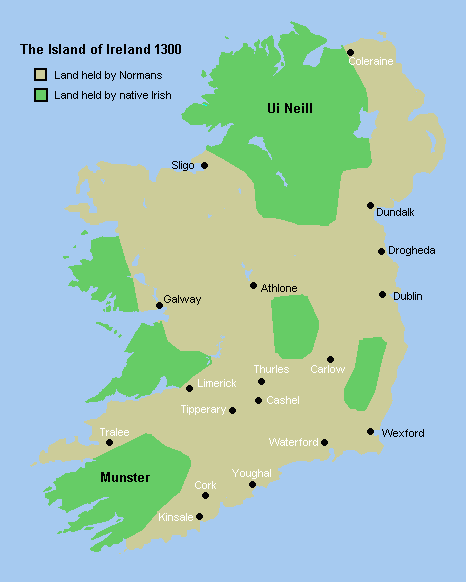
1300년경의 에린. 카키색은 잉글랜드 노르만 왕조의 영향권(아일랜드 영지)이고 녹색은 토착 게일계 왕조의 영향권이다.
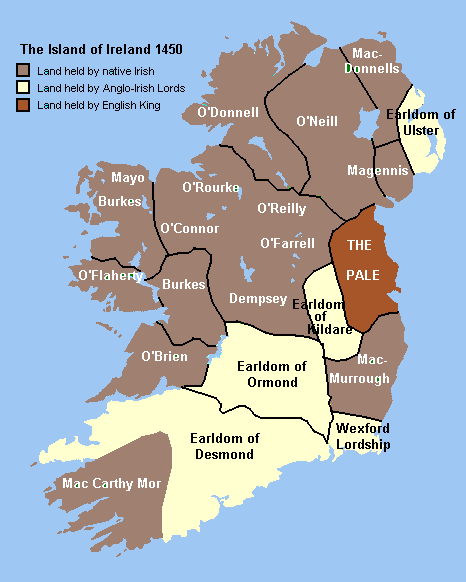
1450년경의 에린. 회색은 잉글랜드 국왕의 직할령, 보라색은 앵글로게일인 영주들의 영지, 녹색은 토착 게일인들의 거주지다.

## 울라
오늘날의 얼스터에 해당한다.

### 극초기
- 다리니: 오늘날의 티론, 아마, 다운주. 이베르니인의 지파일 가능성이 있다.
- 에르디니: 오늘날의 퍼매너 주.
- 로보그디: 오늘날의 앤트림, 런던데리주. 후대의 달리어타와 연관이 있을 가능성이 있다.
- 베니크니: 오늘날의 더니골주.
- 볼룬티: 오늘날의 아마, 다운, 모니건, 캐번주. 아마 이들이 훗날 울라로 불리게 되었을 것이다.

### 초기 기독교
- 아르기알라 또는 오르기알라
- 아르히르
- 카르프러 드로마 클리어브
- 케넬 코날(티르 코날)
- 케넬 노간(티르 오간)
- 코날러 무르헴네
- 크리흐너
- 달 나라디
- 달 피어타크
- 달 리어타
- 다르트라거
- 다르트라거 콘인시
- 어일너
- 이 에하크 코보
- 북(北) 이 넬
- 울라

### 12세기 이후
- 동브레프너

## 미데

### 극초기
- 에브다니, 에블라니, 블라니: 동일한 존재를 달리 부르는 명칭의 변형들로 추정

### 초기 기독교
- 키어나크타
- 남(南) 이 넬

## 라긴
오늘날의 렌스터에 해당한다.

### 극초기
- 브리간테스: 오늘날의 웩스퍼드주 남부. 북(北)브리튼인이라고도 했다. 브리이드 여신과 관련될 가능성 있음.
- 카우코이: 오늘날의 더블린 일대.
- 코리온디: 오늘날의 웩스퍼드 주 북부.
- 메나피: 오늘날의 위클로주. 골인이라고도 했다. 메나피라는 이름은 훨씬 북쪽에 떨어져 있지만 퍼매너 및 모네건과 관련이 있다.
- 오스라거

### 초기 기독교
- 이 켄셀라그
- 이 두늘랑거

### 12세기 이후
- 라긴 왕국

## 무운
오늘날의 먼스터에 해당한다.

### 극초기
- 강가니 또는 콘카니: 오늘날의 리머릭, 클레어 주. 웨일스에도 살았다 하며 프톨레미는 흘린 반도를 "강가니 곶"이라고 불렀다.
- 이베르니: 오늘날의 코크주.
- 루케니: 오늘날의 케리, 리머릭 주.
- 우스디아이, 우디아이, 보디아이: 오늘날의 워터퍼드, 코크 주. 후대의 오스라거와 관련이 있을 가능성이 있다.
- 우테르니: 오늘날의 코크 주
- 벨라보리 또는 벨라브리: 오늘날의 케리 주

### 초기 기독교
- 빌그
- 코르쿠 바스킨드
- 코르쿠 디브너
- 코르쿠 리그더
- 다리너
- 데르그티너
- 데시
- 오가나크터
- 에란
- 이어르무만
- 마르티너
- 무스크라거
- 이 피드겐티
- 이 리어한

### 12세기 이후
- 다스부운
- 투어부운

## 코나크타
오늘날의 코노트에 해당한다.

### 극초기
- 아우테이니: 오늘날의 골웨이주.
- 나그나타에: 오늘날의 메이요, 슬라이고주. "올 네크마크트(Ol nÉcmacht)"와 관련이 있을 가능성이 있다. 코케드 올 네크마크트는 코나크타의 고대 이름이다.

### 초기 기독교
- 아그너 또는 이 피어크라크 아그너
- 프레프너
- 콘마크너 마라
- 코나크타
- 코르코 모가
- 델브너
- 델브너 누어다트
- 델브너 티르 가 로커
- 피르 돔난
- 이 마너
- 키넬라
- 마 리그
- 민티르 무르카더
- 실 안므카거
- 실 미르다크
- 키르 소거운
- 이 피어크라크

### 12세기 이후
- 서브레프너

## 같이 보기
- 아일랜드의 군주

## 참고 자료
- Bhreathnach, Edel (ed.), The Kingship and Landscape of Tara. Four Courts Press for The Discovery Programme. 2005.
- Byrne, Francis J., Irish Kings and High-Kings. Four Courts Press. 3rd edition, 2001.
- Charles-Edwards, T.M., Early Christian Ireland. Cambridge University Press. 2000.
- Curley, Walter J.P., Vanishing Kingdoms: The Irish Chiefs and their Families. Dublin: Lilliput Press. 2004.
- Dillon, Myles, The Cycles of the Kings. Oxford. 1946. / Four Courts Press. Revised edition, 1995.
- Duffy, Seán (ed.), Medieval Ireland: An Encyclopedia. Routledge. 2005.
- Keating, Geoffrey, with David Comyn and Patrick S. Dinneen (trans.), The History of Ireland by Geoffrey Keating. 4 Vols. London: David Nutt for the Irish Texts Society. 1902-14.
- MacKillop, James, A Dictionary of Celtic Mythology. Oxford. 1998.
- Koch, John T. (ed.), Celtic Culture: A Historical Encyclopedia. 5 volumes or single ebook. ABC-CLIO. 2006.
- Lalor, Brian, The Encyclopedia of Ireland. Yale University Press. 2003.
- Mac Niocaill, Gearóid, Ireland before the Vikings. Dublin: Gill and Macmillan. 1972.
- Meyer, Kuno (ed.), "The Laud Genealogies and Tribal Histories", in Zeitschrift für Celtische Philologie 8. Halle/Saale, Max Niemeyer. 1912. Pages 291-338.
- Ó Corráin, Donnchadh (ed.), Genealogies from Rawlinson B 502 University College, Cork: Corpus of Electronic Texts. 1997.
- Ó Corráin, Donnchadh, Ireland before the Normans. Dublin: Gill and Macmillan. 1972.
- O'Donovan, John (ed. and tr.), Annala Rioghachta Eireann. Annals of the Kingdom of Ireland by the Four Masters, from the Earliest Period to the Year 1616. 7 vols. Royal Irish Academy. Dublin. 1848-51. 2nd edition, 1856.
- O'Rahilly, Thomas F., Early Irish History and Mythology. Dublin Institute for Advanced Studies. 1946.
- Rynne, Etienne (ed.), North Munster Studies: Essays in Commemoration of Monsignor Michael Moloney. Limerick. 1967.
- Sproule, David, "Origins of the Éoganachta", in Ériu 35 (1984): pp. 31–37.